# Epilissus alluaudi
Epilissus alluaudi là một loài bọ cánh cứng trong họ Bọ hung (Scarabaeidae).